# 圣尼科代姆
圣尼科代姆（法語：Saint-Nicodème，法語發音：[sɛ̃ nikɔdɛm]）是法国阿摩尔滨海省的一个市镇，位于该省西南部，属于甘冈区和甘冈城市圈。

## 地理
圣尼科代姆（48°20'33"N, 3°20'21"W）面积16.94 平方千米，位于法国布列塔尼大區阿摩尔滨海省，该省份为法国西北部沿海省份，位于布列塔尼半岛北部，北濒大西洋英吉利海峡，西接菲尼斯泰尔省，南至莫尔比昂省，东临伊勒-维莱讷省。
与圣尼科代姆接壤的市镇（或旧市镇、城区）包括：凯尔格里斯特-莫埃卢、洛卡恩、梅勒佩斯蒂维安、珀姆里特坎坦、圣塞尔韦、特雷马尔加特。
圣尼科代姆的时区为UTC+01:00、UTC+02:00（夏令时）。

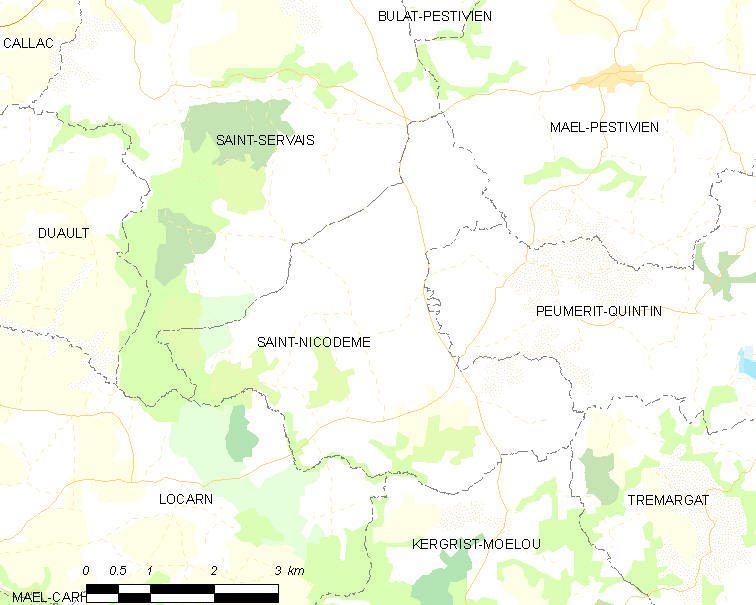
圣尼科代姆的OSM定位图

## 行政
圣尼科代姆的邮政编码为22160，INSEE市镇编码为22320。

## 政治
圣尼科代姆所属的省级选区为卡拉克县。

## 人口

1962-2008年间圣尼科代姆人口变化图示

圣尼科代姆于2022年1月1日时的人口数量为168人。